# سيسيل ديميل
سيسيل بلونت ديميل (بالإنجليزية: Cecil B. DeMille)‏ (من 12 أغسطس 1881 إلى 21 يناير 1959) مخرج أفلام أمريكي. بين عامي 1914 و1958، قدّم ما مجموعه 70 مَعلَمًا، في كلّ من الأفلام الصامتة والناطقة. يُعرَف أبًا مؤسسًا للسينما الأمريكية وأكبر منتج ومخرج ناجح تجاريًا في تاريخ السينما. تميزت أفلامه بمقياسها الملحمي وبراعة أدائه. تضمّنت أفلامه الصامتة الدراما الاجتماعية والكوميديا والغربيات والمسرحيات الهزلية والأخلاقية والمسابقات التاريخية.
بدأ ديميل مسيرته الفنية ممثلًا مسرحيًا في عام 1900. انتقل لاحقًا إلى كتابة وإشراف الإنتاج المسرحي، بعض هذه الأعمال مع جيسي لاسكي، الذي كان آنذاك منتج فودفيل. فيلم ديميل الأول ذا سكوا مان (1914) هو أول فيلم مميّز صُوِّر في هوليوود. أدّت قصة الحب بين العرقية إلى نجاح الفيلم تجاريًا، وأعلن لأول مرة أن هوليود موطن صناعة السينما الأمريكية. أدى النجاح المستمر لمنتجاته إلى تأسيس شركة باراماونت بيكتشرز مع لاسكي وأدولف زوكر. كانت أول ملحمة توراتية له، ذا تن كوماندمينتس (الوصايا العشر) (1923)، نجاحًا حاسمًا وتجاريًا؛ حفظ هذا العمل سجل إيرادات باراماونت لمدة خمسة وعشرين عامًا.
أخرج ديميل فيلم ذا كينغ أوف كينغز (1927)، سيرة حياة يسوع، والذي حصل على موافقة لحساسيته ووصل إلى أكثر من 800 مليون مشاهد. يُقال إن فيلم ذا ساين أوف ذا كروس (1932) هو أول فيلم صوتي يدمج جميع جوانب التقنية السينمائية. كان فيلم كليوباترا (1934) أول فيلم له يُرشّح لجائزة الأوسكار لأفضل صورة. بعد أكثر من ثلاثين عامًا في الإنتاج السينمائي، وصل ديميل إلى أوج حياته المهنية بفيلم سامسون وديليلا (1949)، وهي ملحمة توراتية أصبحت الفيلم الأكثر ربحًا في عام 1950. إلى جانب القصص التوراتية والتاريخية، أخرج أيضًا الأفلام الموجهة نحو «الطبيعية الجديدة»، التي حاولت تصوير قوانين الإنسان التي تقاتل قوى الطبيعة.
حصل على ترشيحه الأول لجائزة الأوسكار لأفضل مخرج عن دراما السيرك لفيلم ذا غريتست شو أون إيرث (أعظم العروض على وجه الأرض) (1952)، الفائز بجائزة الأوسكار لأفضل صورة وجائزة غولدن غلوب لأفضل فيلم سينمائي-دراما. يُعتبَر فيلمه الأخير والأكثر شهرة، ذا تن كوماندمينتس (1956)، مرشحًا أيضًا لجائزة الأوسكار لأفضل صورة، حاليًا هو ثامن فيلم ضمن قائمة الأفلام الأعلى دخلًا في كل الأوقات، عُدِّل ليلائم التضخم المالي. بالإضافة إلى جوائز أفضل صورة، حصل على جائزة الأوسكار الفخرية لمساهماته في السينما، بالم دور (السعفة الذهبية)، بعد وفاته، ليونيون باسيفيك (1939)، وجائزة «دي جي إيه» لإنجاز العمر، وجائزة إيرڤينغ جي. ثالبرغ التذكارية. أول من حصل على جائزة سيسيل بي. ديميل غولدن غلوب، التي سُمّيت باسمه تكريمًا له. نمت سمعة ديميل بمثابة مخرج سينمائي بمرور الوقت وأثرت أعماله على العديد من الأفلام والمخرجين الآخرين.

## صناعة الأفلام

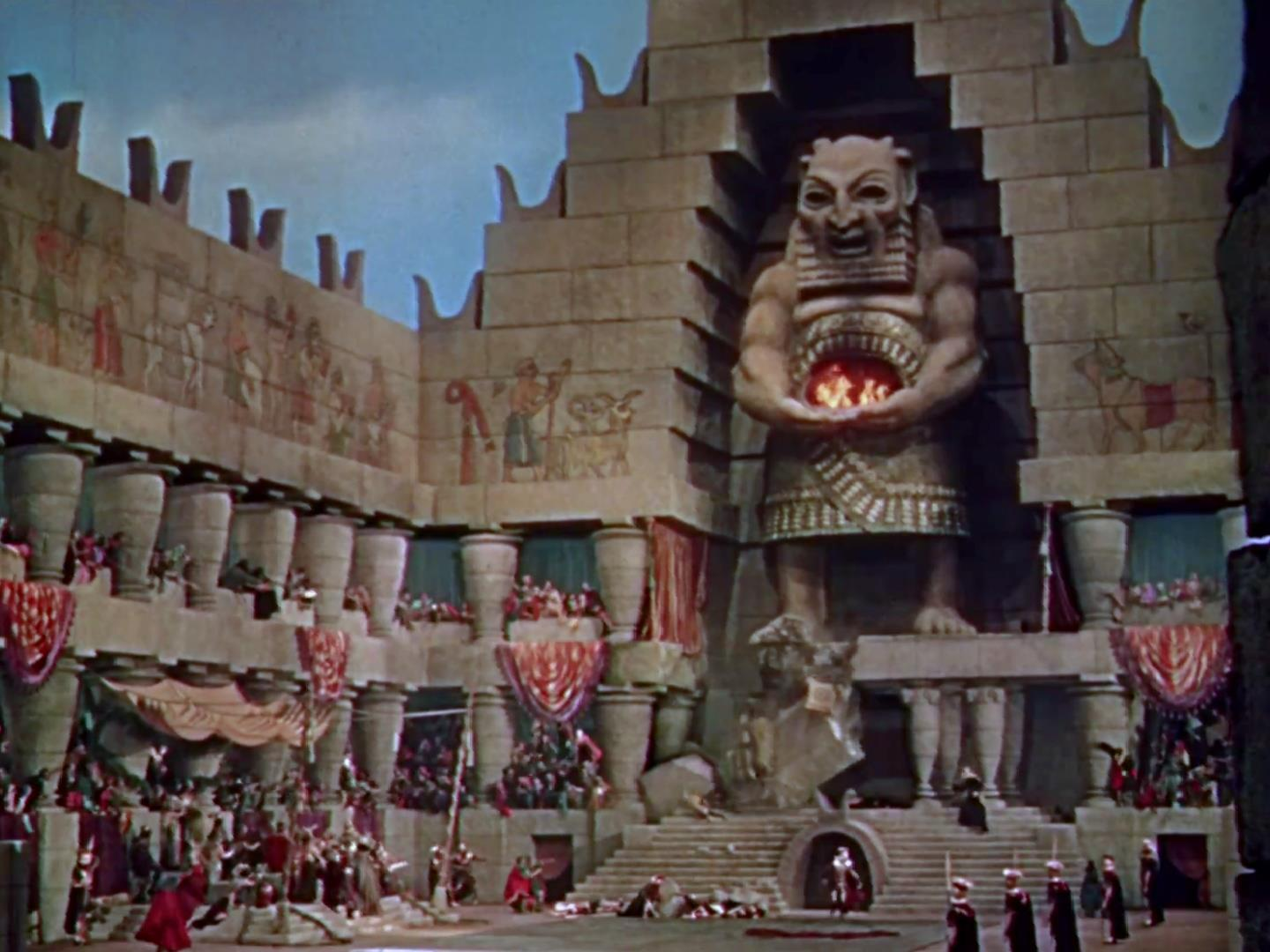
معبد داجون في شمشون ودليلة من إعلان الفيلم

### التأثيرات
يعتقد ديميل أنه تأثّر في البداية بوالديه، هنري وبياتريس ديميل. أدخله والده المسرحي إلى المسرح في سن مبكرة. تأثر هنري بشدة بعمل تشارلز كينغسلي الذي انتقلت أفكاره إلى ديميل. أشار ديميل إلى أن لوالدته «إحساس كبير بالدراما» وكانت مصممة على مواصلة إرث زوجها الفني بعد وفاته. أصبحت بياتريس الوسيط ووكيلة المؤلف، ما أثر على حياة ديميل المبكرة والمهنية. عمل والد ديميل مع المنِتج والكاتب المسرحي ومدير الفرقة ديڤيد بيلاسكو. عُرِف بيلاسكو بإضافة عناصر واقعية في مسرحياته مثل الزهور الحقيقية والطعام والروائح التي يمكن أن تنقل جماهيره إلى المشاهد. أثناء العمل في المسرح، استخدم ديميل أشجار الفاكهة الحقيقية في مسرحيته كاليفورنيا متأثرًا ببيلاسكو. على غرار بيلاسكو، كان مسرح ديميل يدور حول الترفيه، بدلاً من الفن. بشكل عام، يمكن رؤية تأثير بيلاسكو على مهنة ديميل في براعة أدائه وسرده. يمكن رؤية تأثير إي. إتش. سوثرن المبكر على أعمال ديميل في كماليتها. استذكر ديميل أن واحدة من أكثر المسرحيات التي شاهدها تأثيرًا هي هاملت، من إخراج سوثرن.

## الجوائز والتقدير
حصل سيسيل بي. ديميل على العديد من الجوائز والأوسمة، لاسيما في وقت متأخر من حياته المهنية. كرّمت الأكاديمية الأمريكية للفنون المسرحية ديميل بجائزة الإنجاز للخريجين في عام 1958. في عام 1957، ألقى ديميل الخطاب الرسمي لحفل تخرج جامعة بريغهام يونغ حيث حصل على درجة الدكتوراه الفخرية. بالإضافة إلى ذلك، في عام 1958، حصل على درجة الدكتوراه الفخرية في القانون من جامعة تيمبل. من صناعة السينما، حصل ديميل على جائزة ايرڤينغ جي. ثالبرج التذكارية في حفل توزيع جوائز الأوسكار في عام 1953، وجائزة إنجاز العمر من جائزة نقابة المخرجين الأمريكيين في العام نفسه. في الحفل ذاته، تلقى ديميل ترشيحًا من جائزة نقابة المخرجين الأمريكيين عن إنجاز الإخراج المتميز في الأفلام لفيلم ذا غريتست شو أون إيرث. في عام 1952، مُنِح ديميل جائزة سيسيل بي. ديميل الأولى في غولدن غلوب. الجائزة السنوية، جائزة سيسيل بي. ديميل غولدن غلوب، هي تقدير لإنجاز العمر في صناعة السينما. لمساهمته في صناعة الأفلام والراديو، ديميل لديه نجمتان في ممر الشهرة في هوليوود. الأولى، للمساهمات الإذاعية، تقع في 6240 هوليوود بلڤد. تقع النجمة الثانية في 1725 شارع ڤاين.
حصل ديميل على جائزتي أوسكار: جائزة شرفية عن «37 عامًا من روعة الأداء البارع» في عام 1950 وجائزة أفضل صورة في عام 1953 عن فيلم ذا غريتست شو أون إيرث. حصل ديميل على جائزة غولدن غلوب لأفضل مخرج ورُشّح أيضًا لجائزة أفضل مخرج في جوائز الأوسكار لعام 1953 للفيلم نفسه. رُشّح في فئة أفضل صورة عن فيلم ذا تن كوماندمينتس في جوائز الأوسكار لعام 1957. تلقى ديميل جائزة بالم دور ليونين باسيفيك في وقت لاحق من مهرجان كان السينمائي عام 2002.
اختير اثنان من أفلام ديميل للحفظ في سجل الأفلام الوطني من قبل مكتبة الكونغرس الأمريكية: ذا تشيت (1915) وذا تن كوماندمينتس (1956).

## فيلموغرافيا
صنع سيسيل بي. ديميل 70 مَعلَمًا. اثنان وخمسون من معالمه هي أفلام صامتة. أُنتِج أول 24 من أفلامه الصامتة في السنوات الثلاث الأولى من حياته المهنية (1913-1916). كانت ثمانية من أفلامه «ملحمات» وخمسة صُنِّفت على أنها «توراتية». دُمّرَت سبعة أفلام لديميل بما في ذلك ذا آراب وذا وايلد غوس تشايس وتشيمي فادن وذا دريم غيرل وذا ديڤل-ستون ووي كانت هاڤ إيڤيريثينغ وذا سكوا مان (1918) بسبب تحلل النترات واعتُبرت مفقودة. يُبَث فيلم ذا تن كوماندمينتس كل يوم سبت في عيد الفصح اليهودي بالولايات المتحدة على شبكة تلفزيون «إيه بي سي».

## روابط خارجية
- سيسيل ديميل على موقع IMDb (الإنجليزية)
- سيسيل ديميل على موقع الموسوعة البريطانية (الإنجليزية)
- سيسيل ديميل على موقع روتن توميتوز (الإنجليزية)
- سيسيل ديميل على موقع مونزينجر (الألمانية)
- سيسيل ديميل على موقع ألو سيني (الفرنسية)
- سيسيل ديميل على موقع تيرنر كلاسيك موفيز (الإنجليزية)
- سيسيل ديميل على موقع أول موفي (الإنجليزية)
- سيسيل ديميل على موقع قاعدة بيانات برودواي على الإنترنت (الإنجليزية)
- سيسيل ديميل على موقع قاعدة بيانات الأفلام السويدية (السويدية)
- سيسيل ديميل على موقع إن إن دي بي (الإنجليزية)